# الإسلام في ترينيداد وتوباغو
يشكل المسلمون 5.6 في المئة من السكان في ترينيداد وتوباغو. تعيش الأغلبية في ترينيداد والبقية في توباغو.

## التاريخ
وصل أوائل المسلمين إلى البلاد من بين العبيد الذين جلبهم المستعمرون من أفريقيا. وصلت المجموعة الثانية في عام 1816، كنسبة صغيرة من فيلق استعماري لمشاة البحرية مولودين في أفريقيا، جندوا في عام 1815 في جورجيا أثناء حرب 1812، واستقر معظمهم في شركات الخامسة والسادسة ضمن قرى الشركة بالقرب من برانس تاون. وتبعهم مسلمون أفارقة من أفواج غرب الهند المنحلة واستقروا ما بين 1817 و1825 في مانزانيلا على الساحل الشرقي في مجموعة من القرى إلى الجنوب الشرقي من فالنسيا، ونقل المزيد من المسلمين الأفارقة إلى ترينيداد بعد اعتراض البحرية الملكية لسفن كانت تنقلهم كعبيد تطبيقا لقانون تجارة العبيد. ابتداء من أربعينات القرن 17، قدم المسلمون من جنوب آسيا للعمل في مزارع قصب السكر والكاكاو. اليوم، معظم المسلمين من أصل جنوب آسيوي إلى جانب معتنقي الإسلام من جميع الأجناس. هناك في ترينيداد مدارس إسلامية ابتدائية وثانوية. أول مدرسة ثانوية إسلامية أنشئت في البلاد، هي كلية ASJA للبنين، في سان فرناندو، في عام 1960.
هناك العديد من المساجد وعيد الفطر هو يوم عطلة رسمية. في عام 2005، ولدت قناة تلفزيونية إسلامية IBN (قناة 8). وفي عام 2006 أسس Darut Tarbiyah The Islamic Network (T.I.N.)
في يوم الجمعة 27 يوليو 1990، حاول 114 عضو من «جماعة المسلمين»، بقيادة ياسين أبو بكر وبلال عبد الله، القيام بانقلاب على حكومة ترينيداد وتوباغو. حصلوا على عفو تحت تهديد السلاح من أعضاء هذه المجموعة.

## وصلات خارجية
- Muslims in T&T - Trinidad Guardian, Indian Diaspora Supplement May 30, 2000. National Library Archive
- The Trinidad & Tobago Masjid Project (at TriniMuslims.com) - comprehensive list of masaajid in T&T.
- Pictures of Masjids in Trinidad and Tobago
- Saudi Aramco World - Muslims in the Caribbean - Trinidad, Guyana etc.
- How a Minister in Trinidad and Tobago entered Islam